# GKK Šibenik
O Građanski košarkaški Klub Šibenik é um clube profissional de basquetebol sediado na cidade de Šibenik, Condado de Šibenik-Knin, Croácia que atualmente disputa a Liga Croata. Foi fundado em 2010 e manda seus jogos na Dvorana Baldekin com capacidade de 1500 espectadores.